# Sperrstelle Villigen

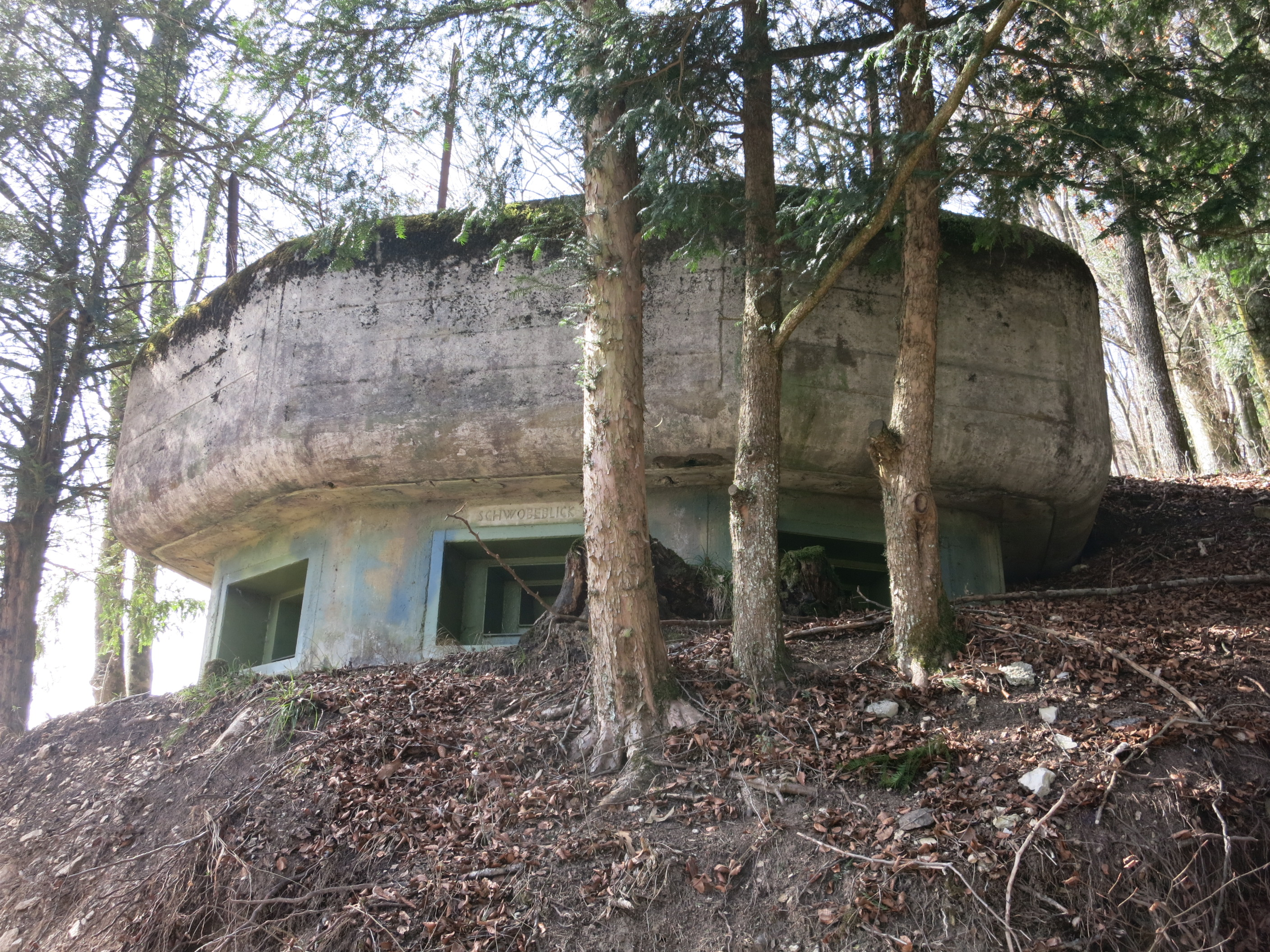
Bunker Villiger Buck «Schwobeblick» A 3847 mit drei Beobachterluken

Die Sperrstelle Villigen war eine Verteidigungsstellung der Schweizer Armee. Sie erstreckt sich vom Bürerhorn zum Bürersteig und über den Geissberg und dem Schmittenbach bei Villigen entlang bis zur Aare. Das Sperrsystem wurde zu Beginn des Zweiten Weltkriegs von 1939 bis 1940 unter der Leitung der 5. Division gebaut. 
Die Sperrstelle gilt als militärhistorisches Denkmal von nationaler Bedeutung. Die beiden Artilleriewerke sind im Besitz der Gemeinde Villigen.

## Sperrstelle Villigen
Die langgezogene Sperrstelle umfasst insgesamt 33 Anlagen. Schwerpunkte bilden die gedeckten und ungedeckten Anlagen der Artillerie auf dem Rücken des Geissbergs, der vierte Sperrriegel im unteren Aaretal zwischen Geissberg/Schlossberg (Villigen) und Aareufer und der Bataillonsstützpunkt «Bürerhorn» mit über einem Dutzend Mannschaftsunterständen, der erst in der Nachkriegszeit errichtet wurde. 
Die zentrale Sperrstelle der Limmatstellung im unteren Aaretal war ein wichtiger Bestandteil des Dispositivs der nördlichen Verteidigungslinie der Einfallsachse Aaretal Richtung Mittelland. Sie weist eine Vielfalt von Truppenbauten und eine grosse Dichte an Artilleriewerken (Artilleriewerke Besserstein, Geissberg und Rein) auf. Das AW Rein war taktisch unterstellt und administrativ getrennt.
Der Auftrag der zur Grenzbrigade 5 gehörenden Sperrstelle lautete wie bei allen Grenzbrigaden:
«Halten bis zur letzten Patrone»
Mit allen Mitteln hätte damals die Grenzbrigade nach der Rheinüberquerung eines Feindes die weiterführenden Achsen zu sperren, einen Stoss des Angreifers ins Wasserschloss zu verhindern und einen Durchbruch durch ihren Raum zu verhindern.
Die Sperre bei Villigen bestand aus diesen Anlagen:
- Infanteriebunker «Villigen-Schlossberg» mit einem Maschinengewehr A 3848 ⊙
- Infanteriebunker Rebberg A 3849 ⊙
- Infanteriekanoneschild «Aare Fiord» A 3850 ⊙
- Unterstände «Niderhard» A 3851 ⊙ und A 3852 ⊙
- Infanteriebunker «Kometbach» mit einer Panzerabwehrkanone (Ik) A 3853 ⊙
- Infanteriebunker «Bessersteinstrasse» mit einer Pak A 3854 ⊙.
- Unterstand KP Füs Kp I/104 A 3855, ob Bessersteinstrasse  ⊙
- Munitionsmagazin Nollen KBV 213, 1937		⊙
- Strassenbarrikade Dorf ⊙

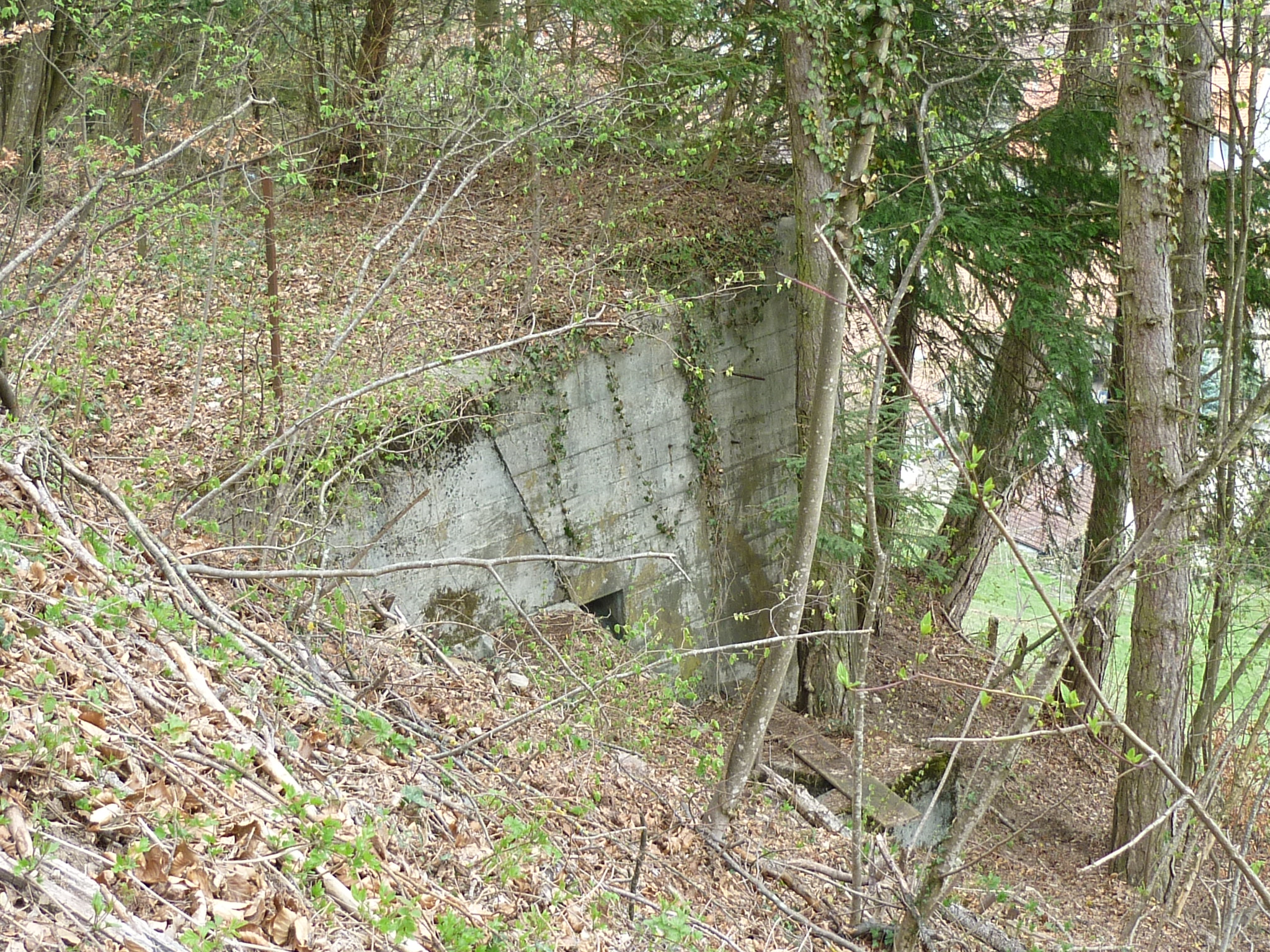
Infanteriebunker «Schlossberg» A 3848
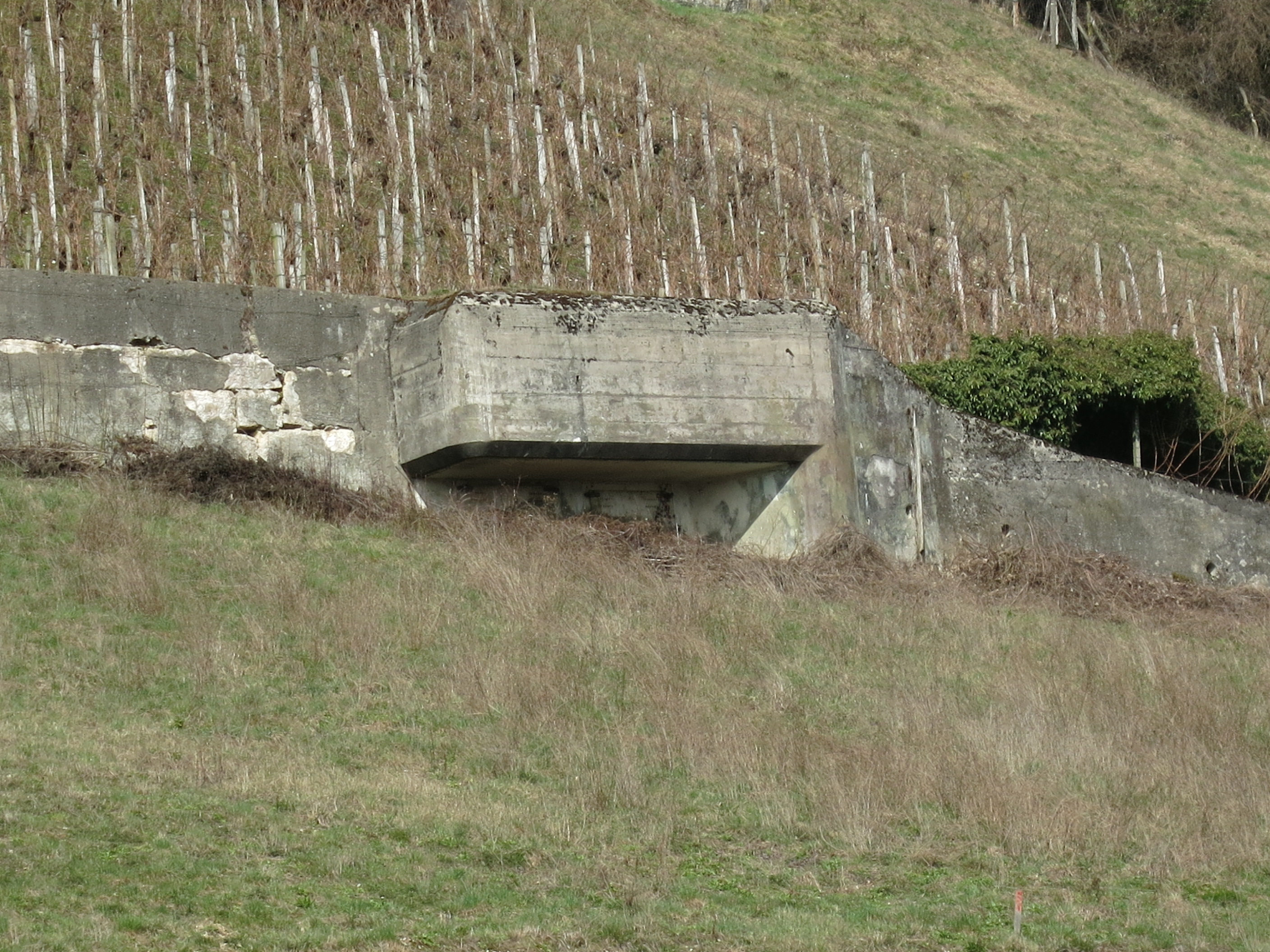
Infanteriebunker A 3849
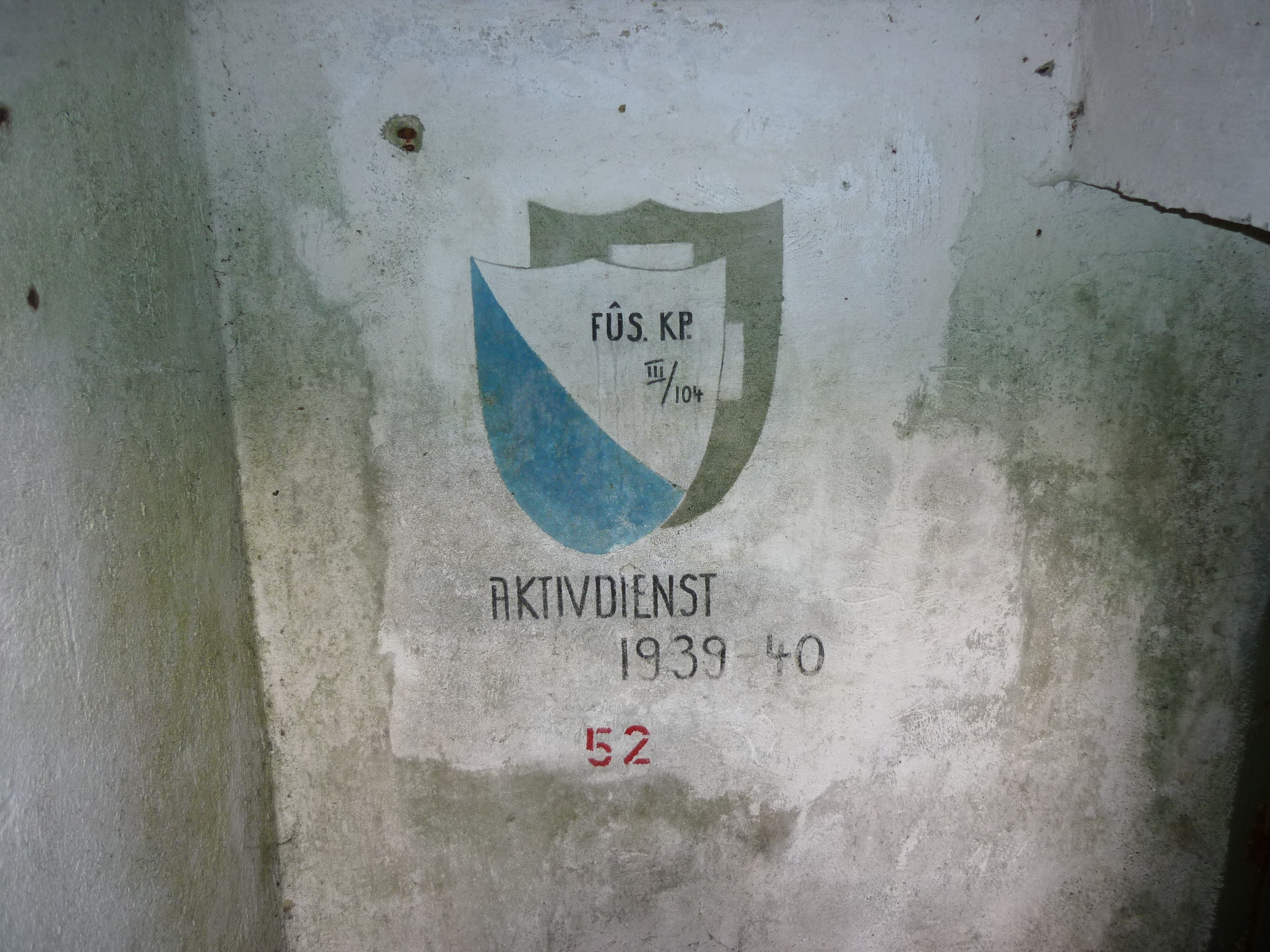
Unterstand «Niderhard» A 3852
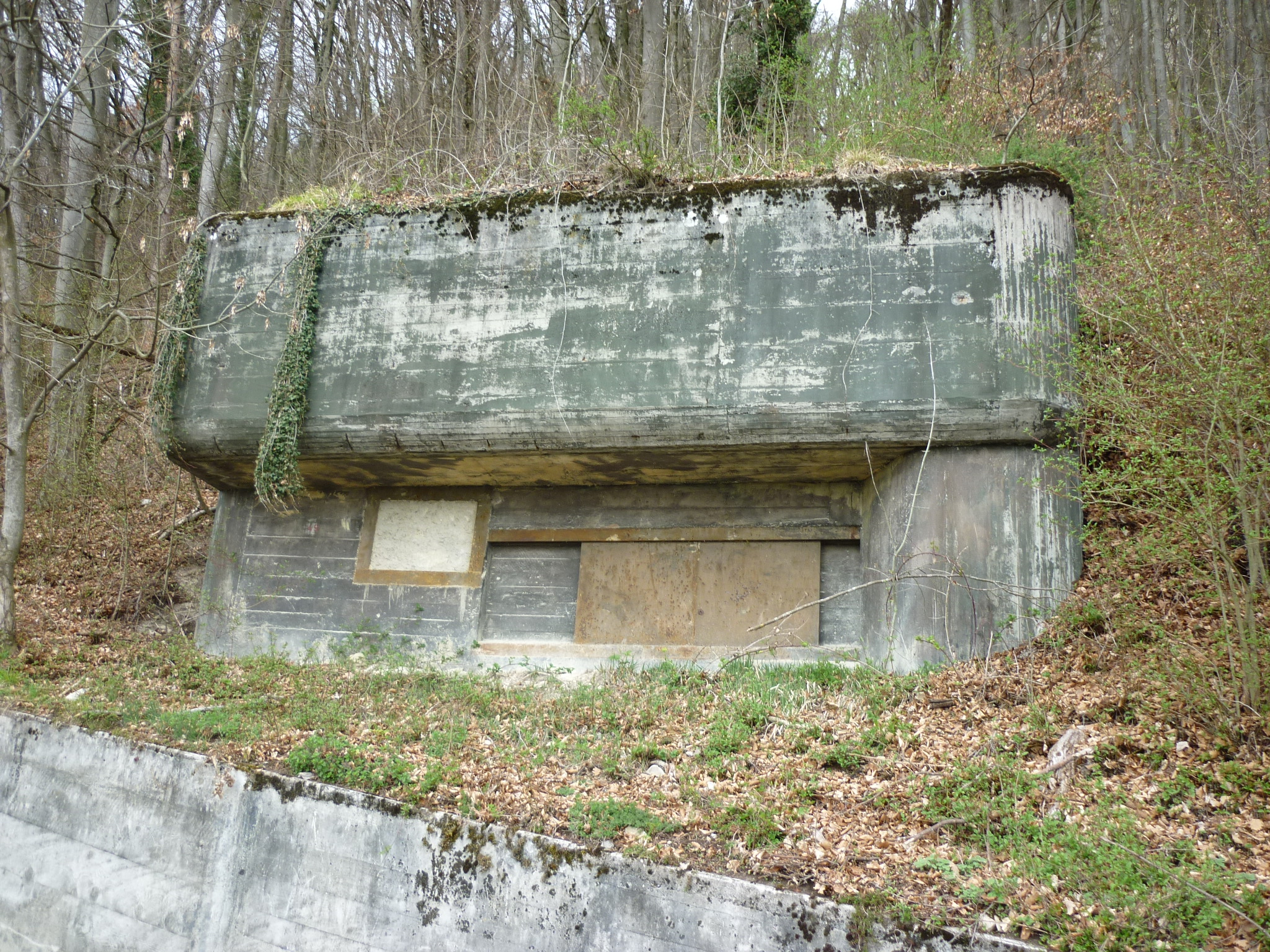
Pak-Infanteriebunker «Bessersteinstrasse» A 3854

## Sperrstellen Bürerloch, Bürersteig und Hottwilerhöhe

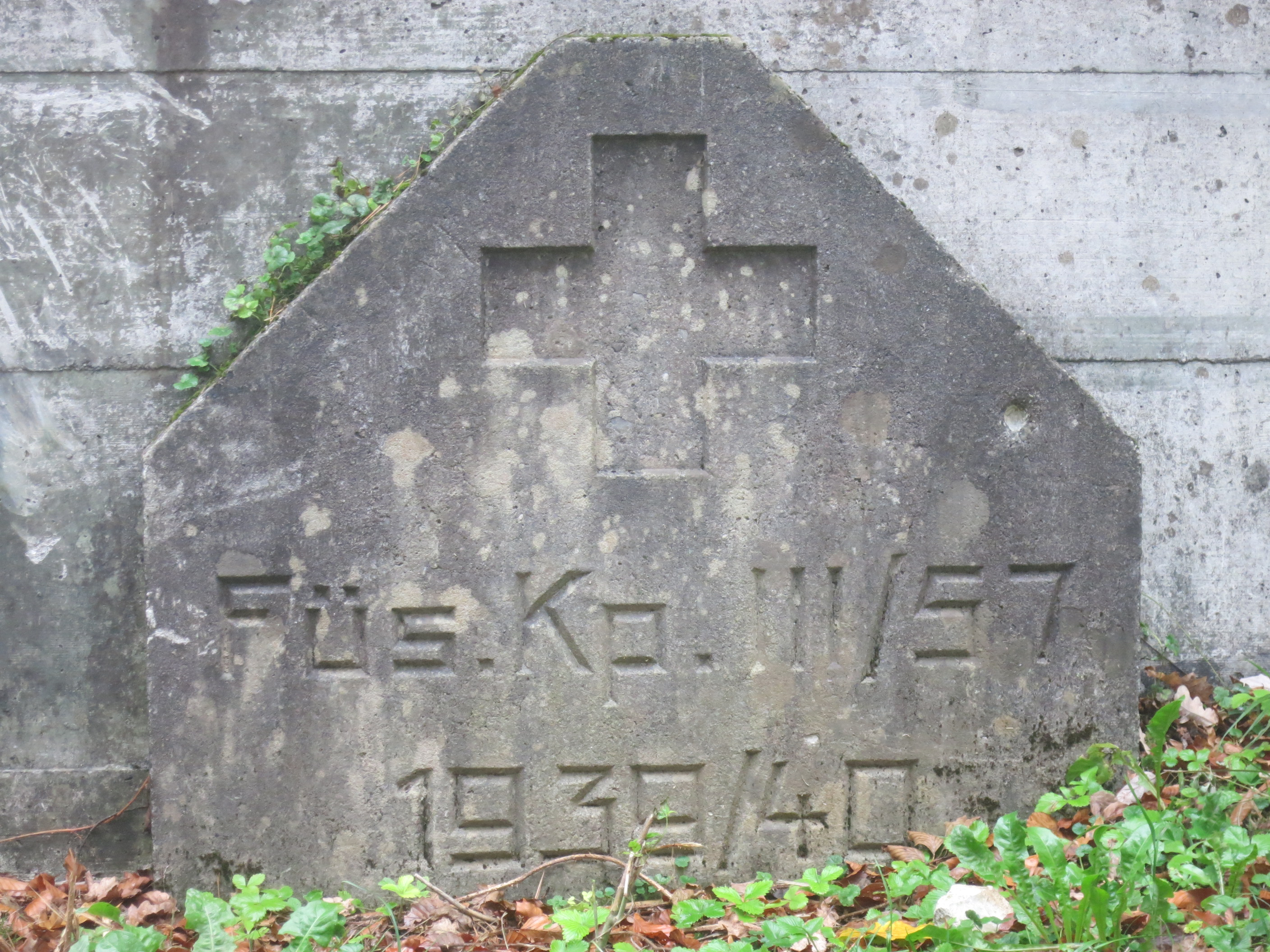
Inschrift beim Bunker über der Passhöhe am Bürersteig

Diese Anlagen befinden sich westlich des Geissbergs zwischen Hottwil, Gansingen und Remigen: 
- Infanteriebunker «Hottwilerhöhe-Ost» A 3900: Mg, 2 Lmg ⊙
- Infanteriebunker «Hottwilerhöhe-West» A 3901: Pak, Mg, Lmg  		⊙
- Infanteriebunker «Bürersteig» A 3902: Pak, Lmg ⊙
- Unterstand/KP «Bürersteig Tschuepis» A 3903 ⊙

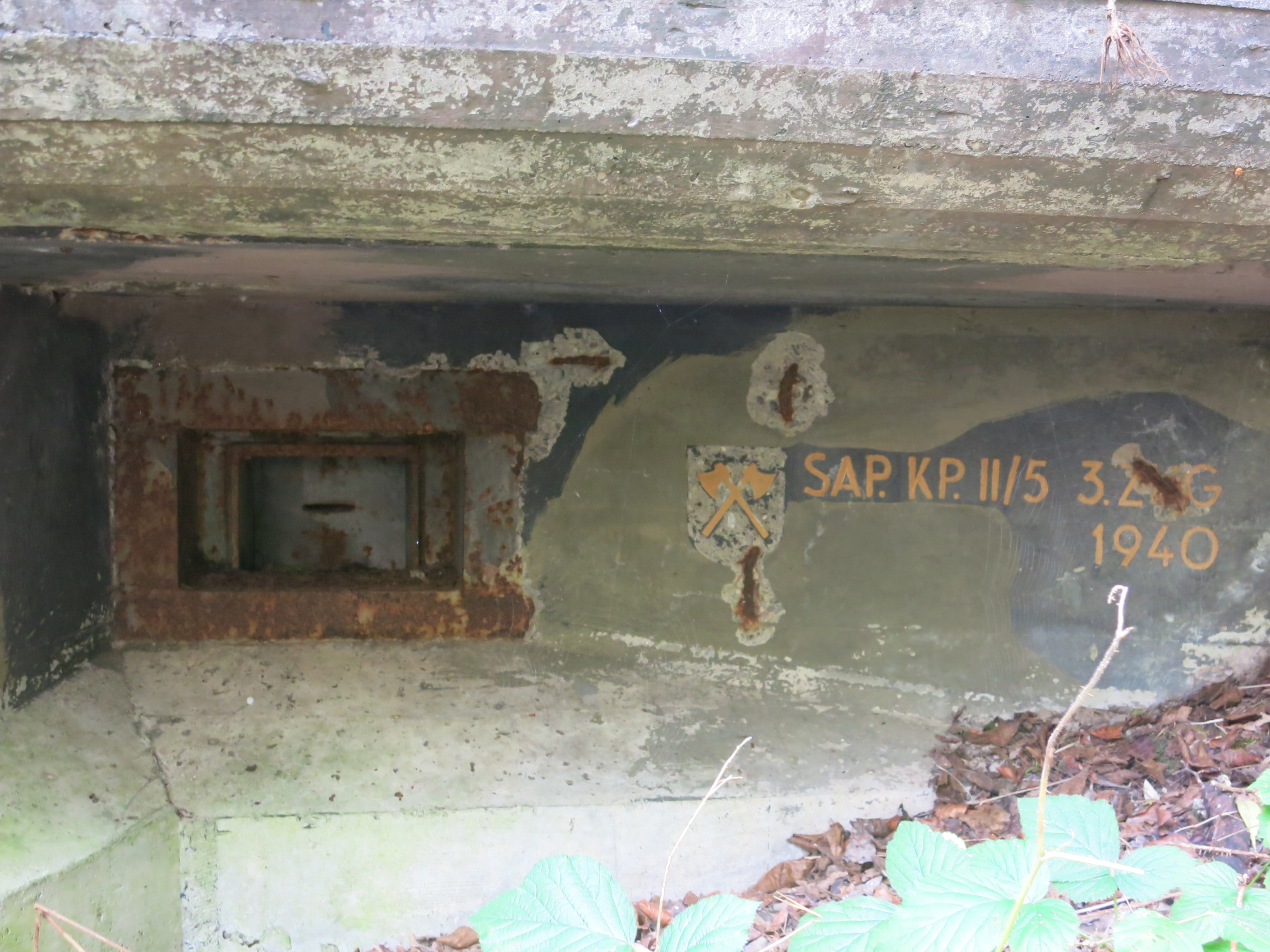
Hottwilerhöhe-Ost A 9300
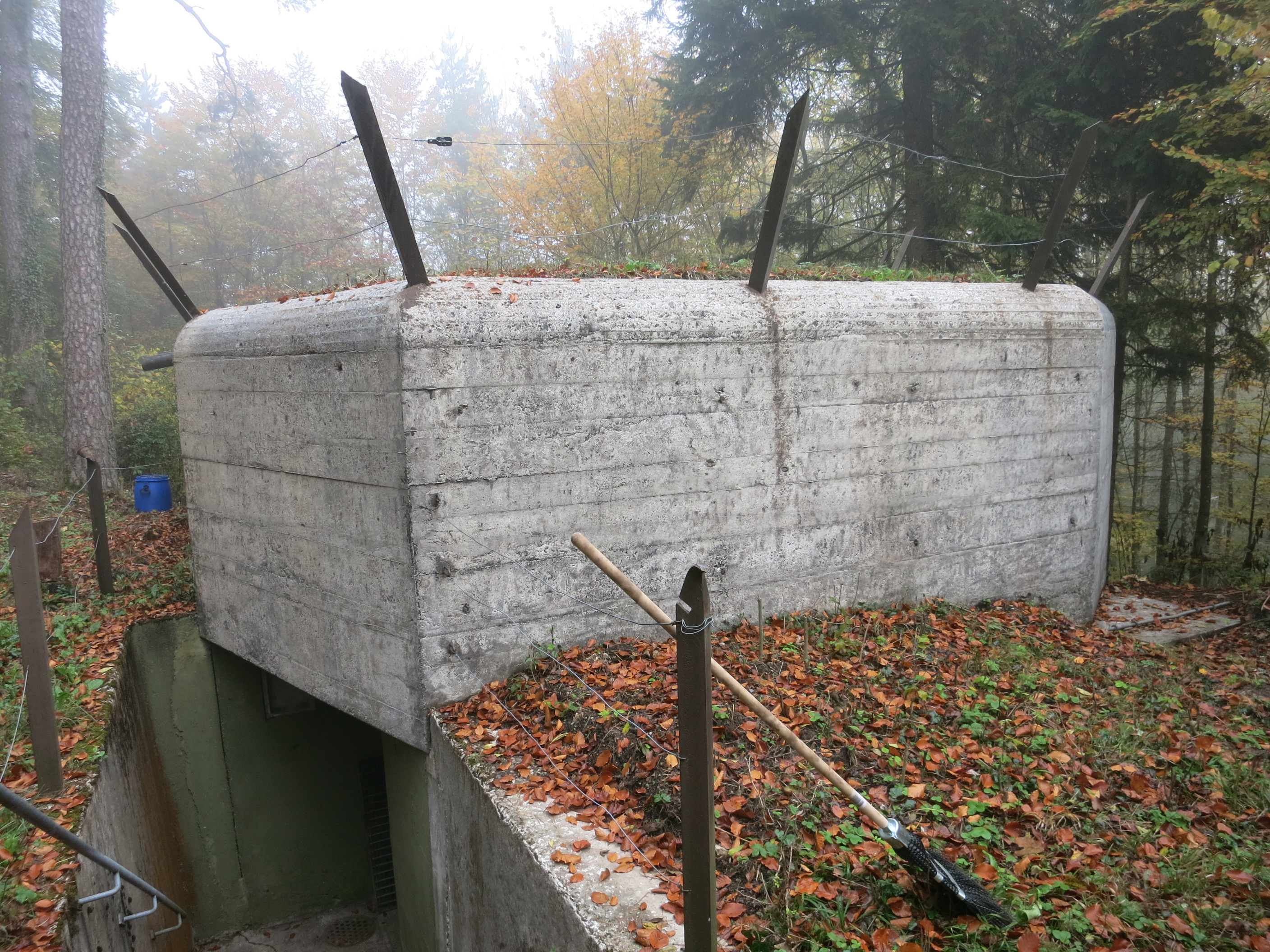
Hottwilerhöhe-West A 3901
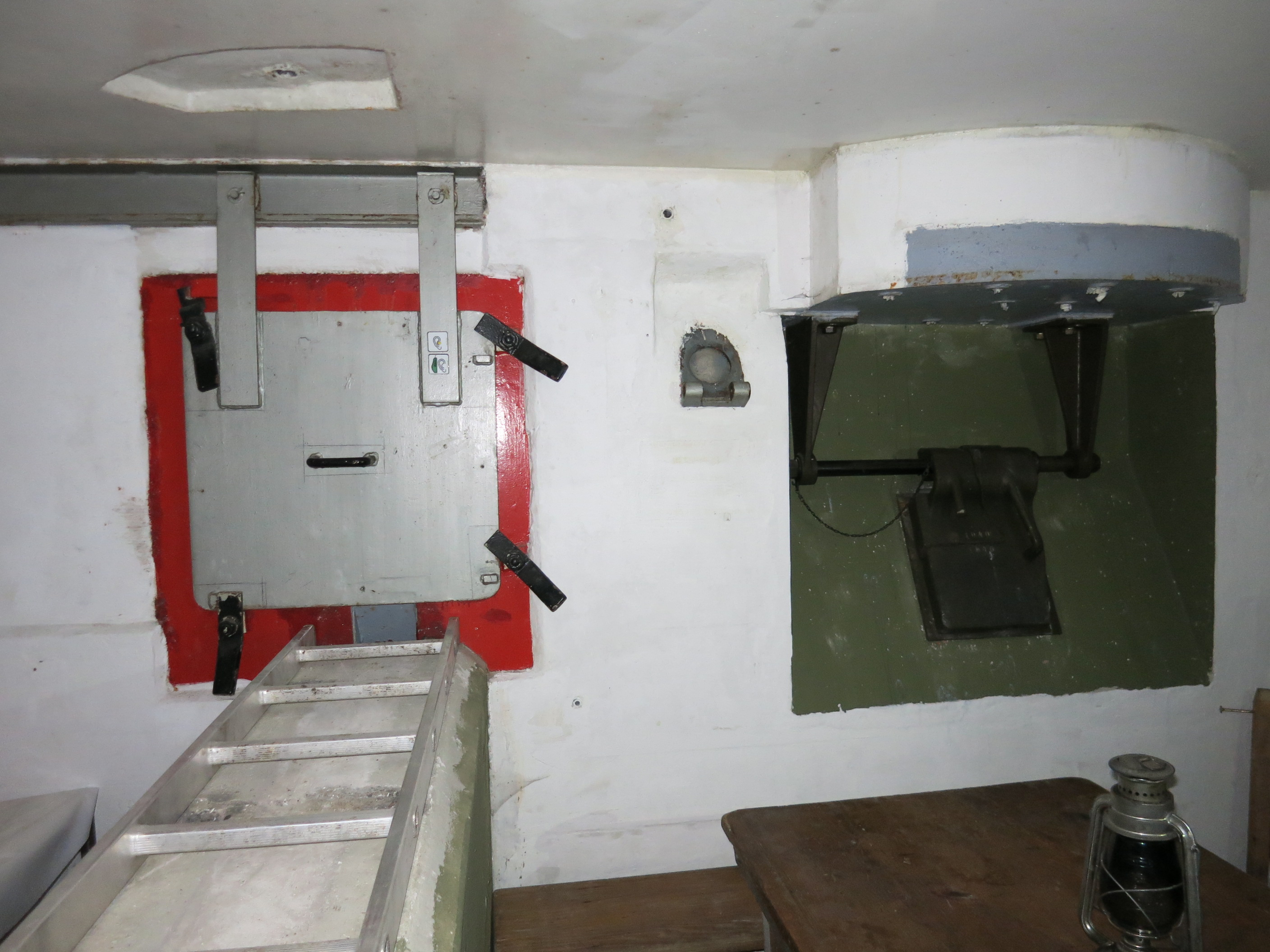
Hottwilerhöhe-West
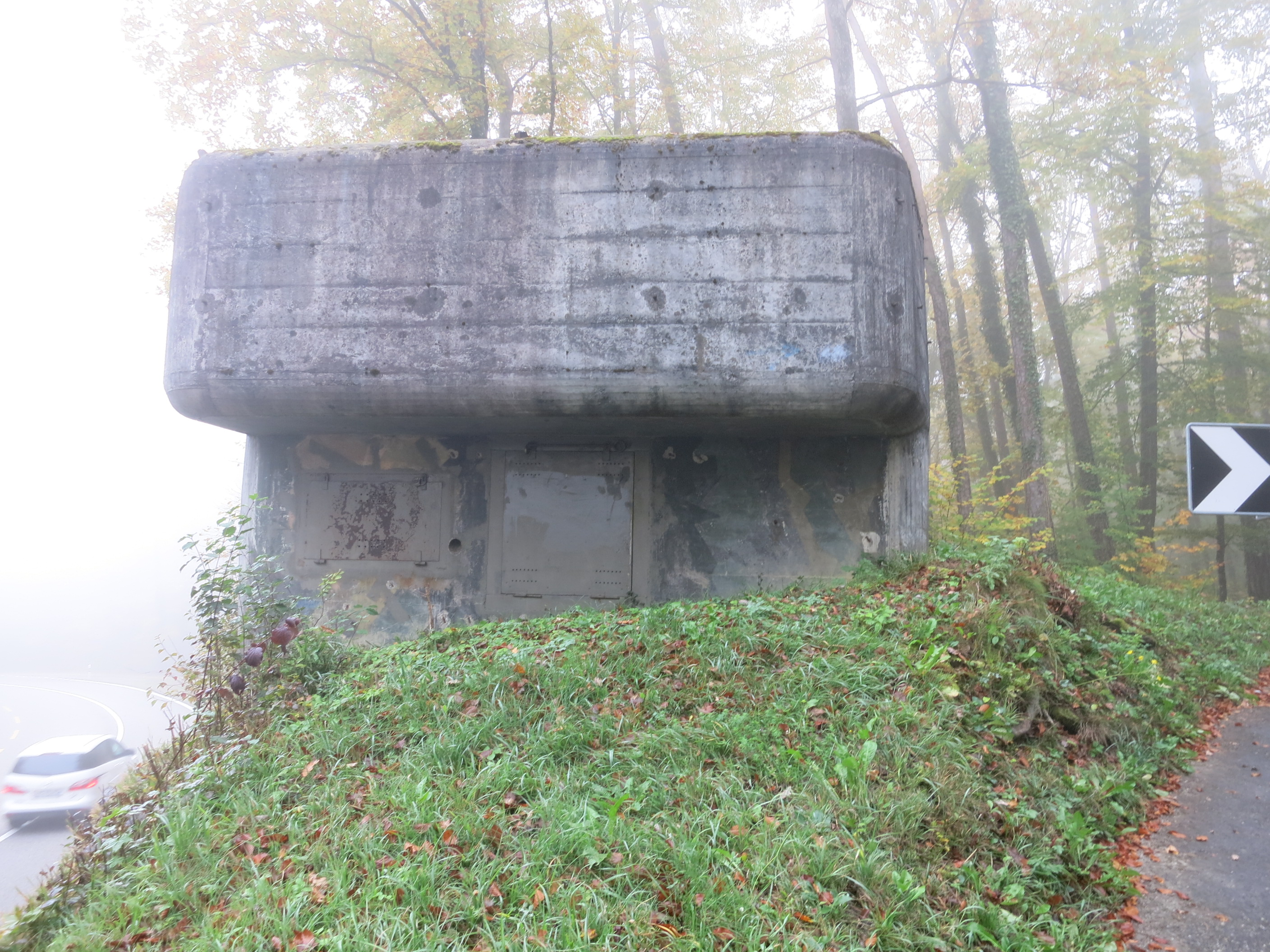
Bürersteig A 3902, Passhöhe

- Infanteriebunker «Bürerloch-Nord» A 3904: Lmg 		⊙
- Infanteriebunker «Bürerloch-Süd» A 3905: Pak, Mg, Lmg  		⊙
- Unterstand «Bürerloch Hornhalde»  A 3906 		⊙
- Bataillonskommandoposten (Bat KP) «Bürerhorn» mit Artilleriebeobachter A 3907	⊙
- Unterkunft (mit Stollen verbunden) A 3907 ⊙
- Sanitätshilfsstelle Ampferenhöhe AG A 3908 ⊙
- Nische «Bürerhalde» - Unterstand  ⊙
- Unterstand «Bürerhorn Wald» - unvollendet, als Zugang Schützengraben		⊙
- Barrikade Strasse «Bürersteig»  T 2085 		⊙
- GPH Hottwilerhöhe  T 2086 		⊙
- Barrikade Strasse «Bürerloch»  T 2087 		⊙
- Sprengobjekt «Bürersteig»  M XXXX 	⊙
- Artilleriebeobachter Cheisacher-Ost	⊙
- Artilleriebeobachter Cheisacher-West ⊙

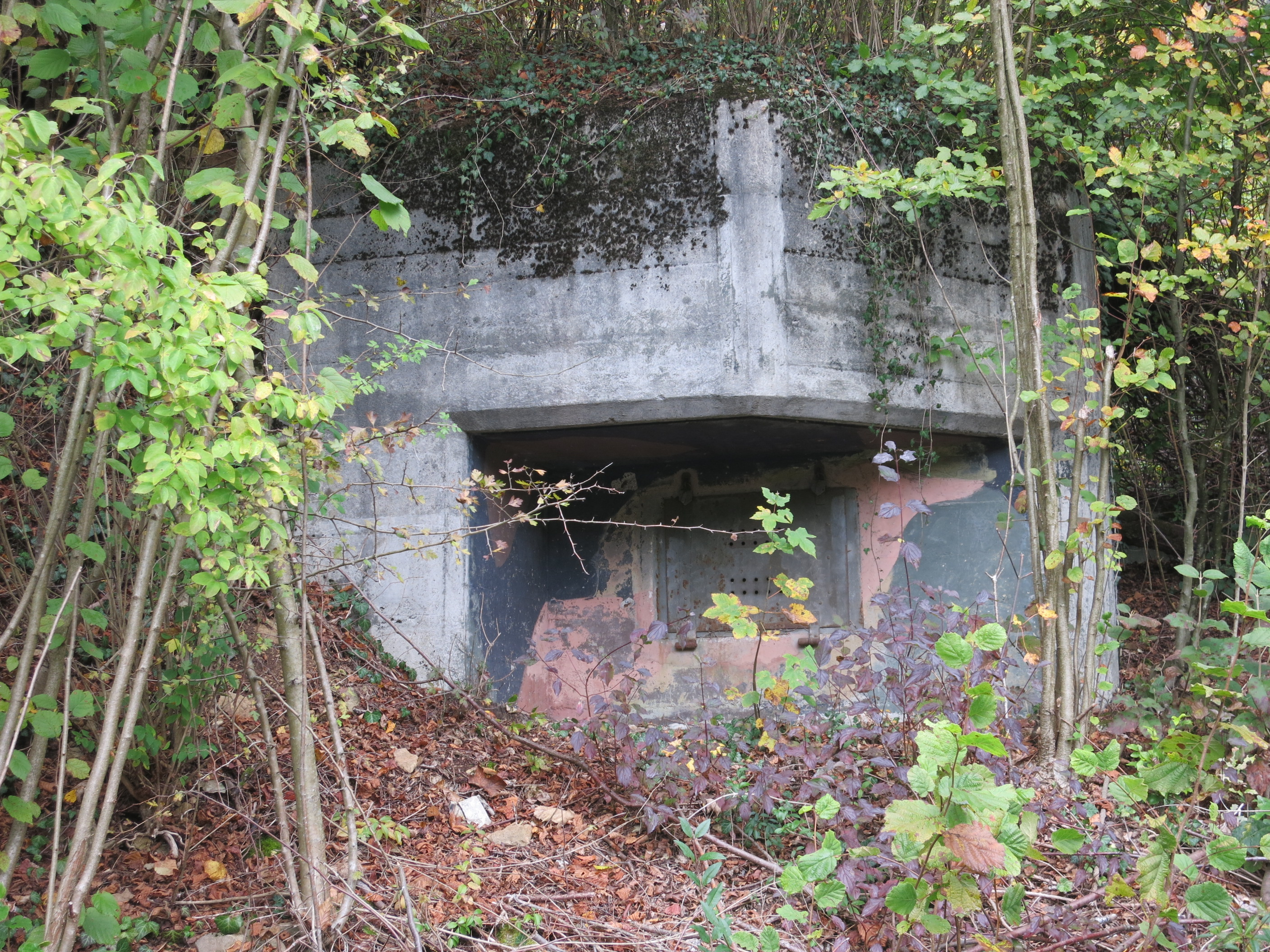
Bürerloch-Nord A 3904
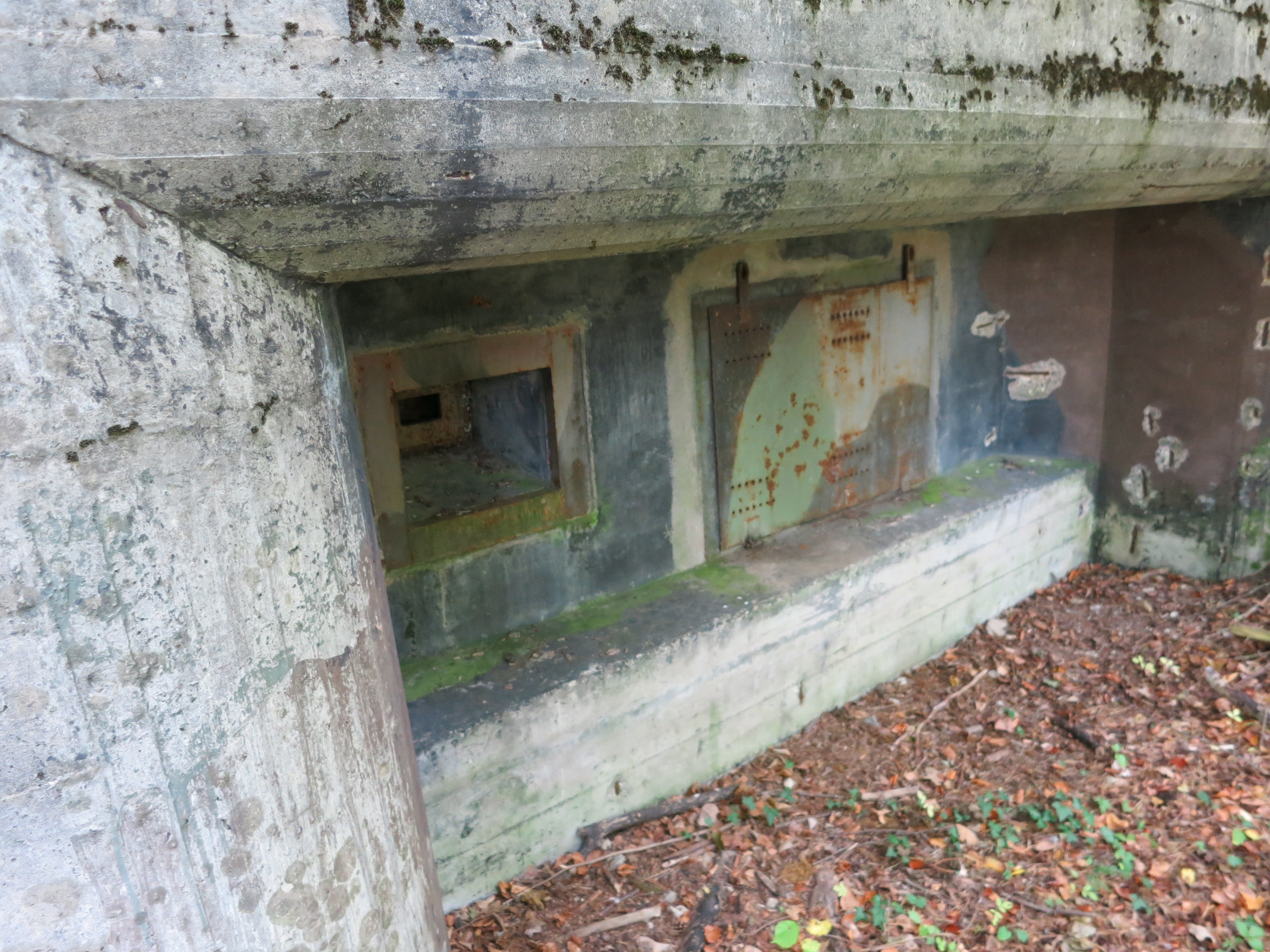
Bürerloch-Süd A 3905
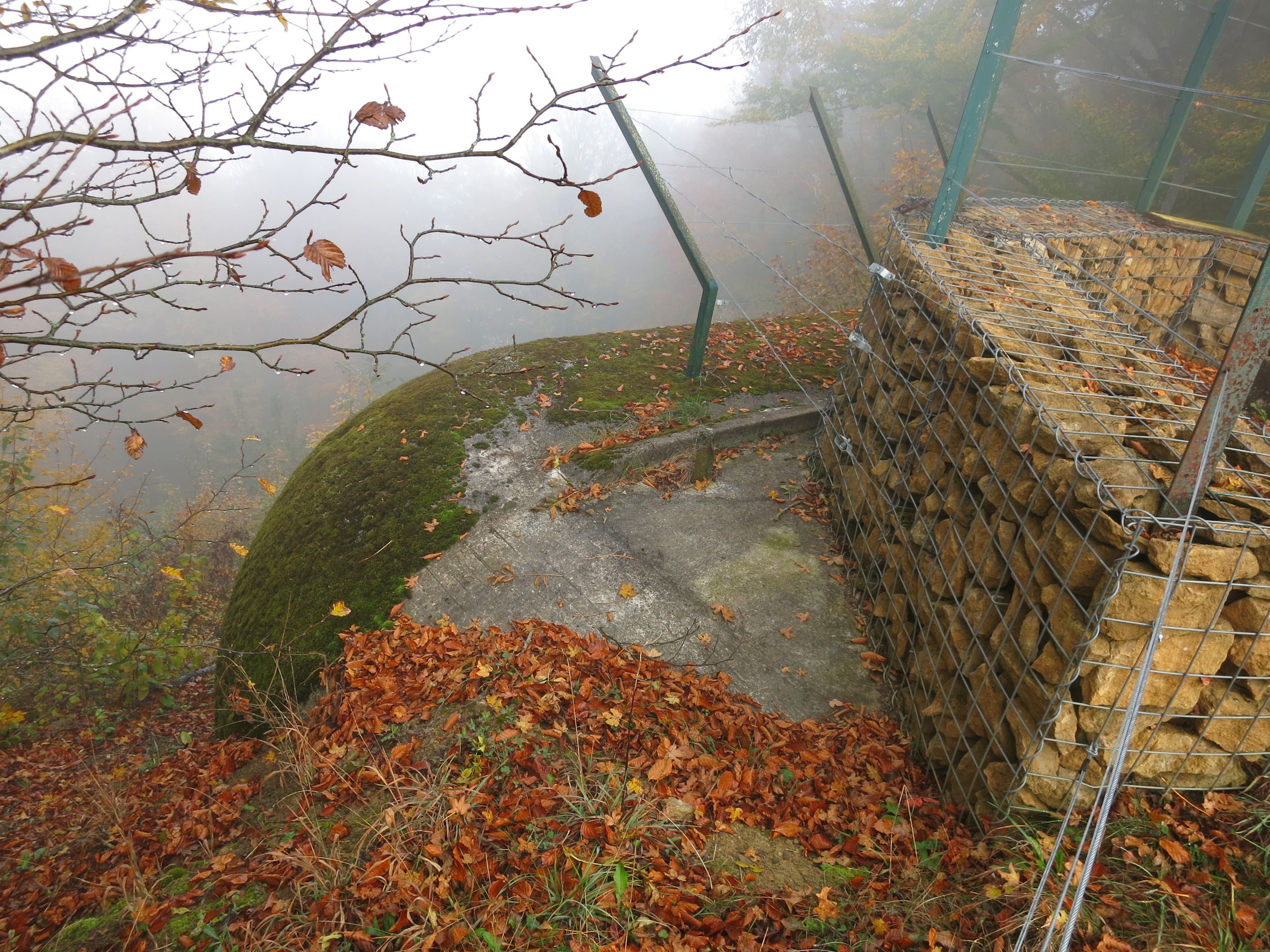
Artilleriebeobachter Bürerhorn A 3907
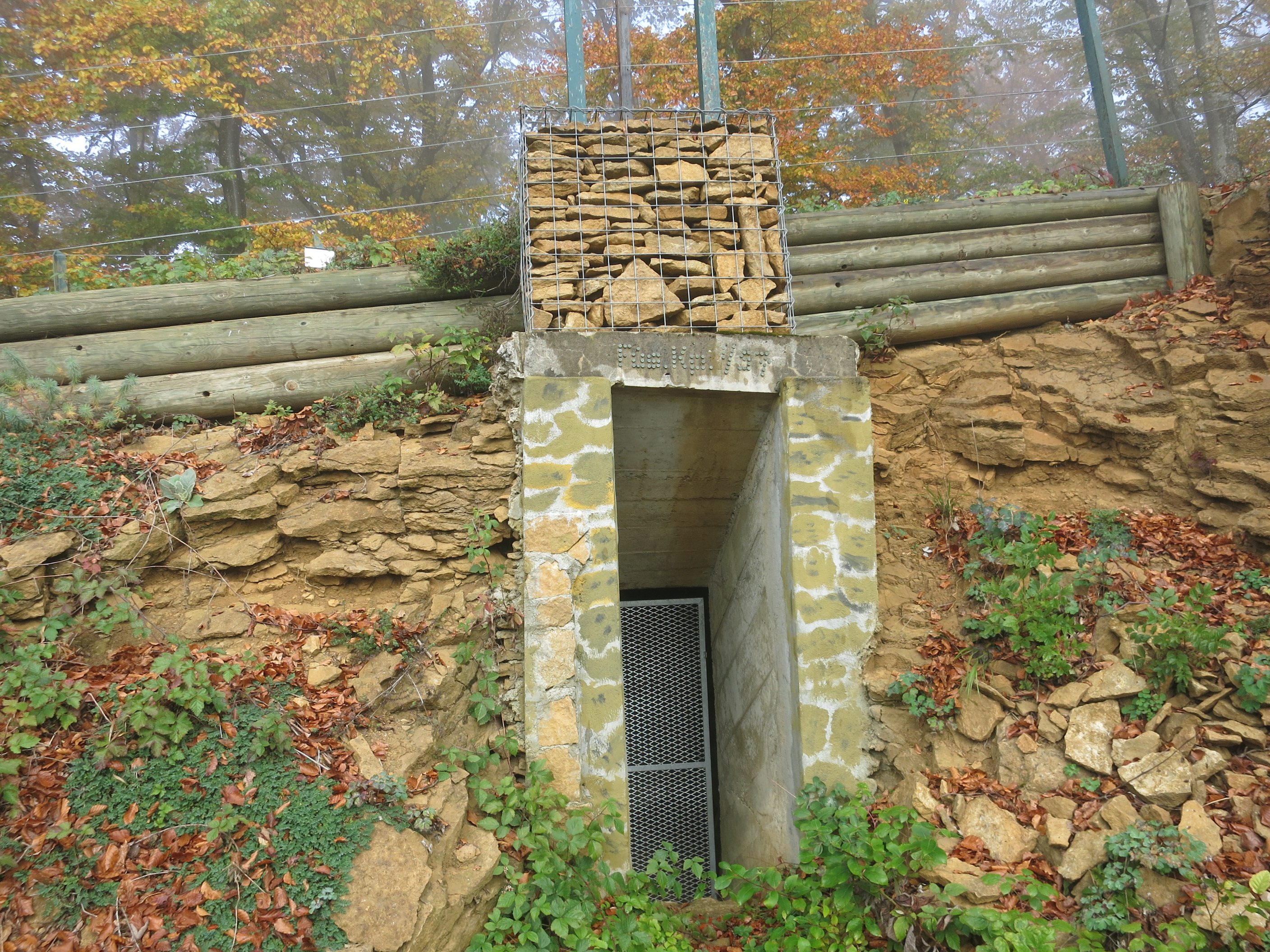
Bürerhorn Aussenverteidigung A 3907 Bürerhalde

## Artilleriewerk Besserstein
Das Artilleriewerk Besserstein (Armeebezeichnung A 3856) befindet sich am östlichen Ende des Geissberggrates oberhalb von Villigen, bei der Ruine Besserstein. Es gehört taktisch zur Sperrstelle Villigen und wurde ab Oktober 1939 (OG) und ab Frühjahr 1940 (UG) erbaut. Im zweigeschossigen Werk befinden sich zwei Beobachtungsposten und eine Lmg-Stellung im Obergeschoss und das Artilleriewerk (Kampfbau) im Untergeschoss. Im Untergeschoss befinden sich Scharten für zwei 7,5 cm Feldkanonen 03/22 und einem Maschinengewehr 11 sowie ein Blinkerstand und eine Funkernische samt Notausgang.
Das Artilleriewerk Besserstein wurde bis anfangs 1960er Jahre durch den Artillerieverband der Grenzbrigade 5 betrieben.
- Artilleriewerk Besserstein A 3856: zwei 7,5 cm Bunkerkanonen, Mg, Lmg		⊙ ⊙
- Artilleriewerk Besserstein A 3856: Beobachtungsbunker, obere Etage	⊙

Zur Aussenverteidigung gehörten drei Anlagen: 
- Infanteriebunker Besserstein Mitte: zwei Lmg A 3857 ⊙
- Infanteriebunker Besserstein West: zwei Lmg A 3858 ⊙
- Unterstand Besserstein Nord A 3859 ⊙
- ASU KP Kompanie F54xx ⊙
- Infanteriekanonenschild

Hilfsbauten:
- Wasserversorgung Cholrüti für die beiden Werke Geissberg und Besserstein ⊙

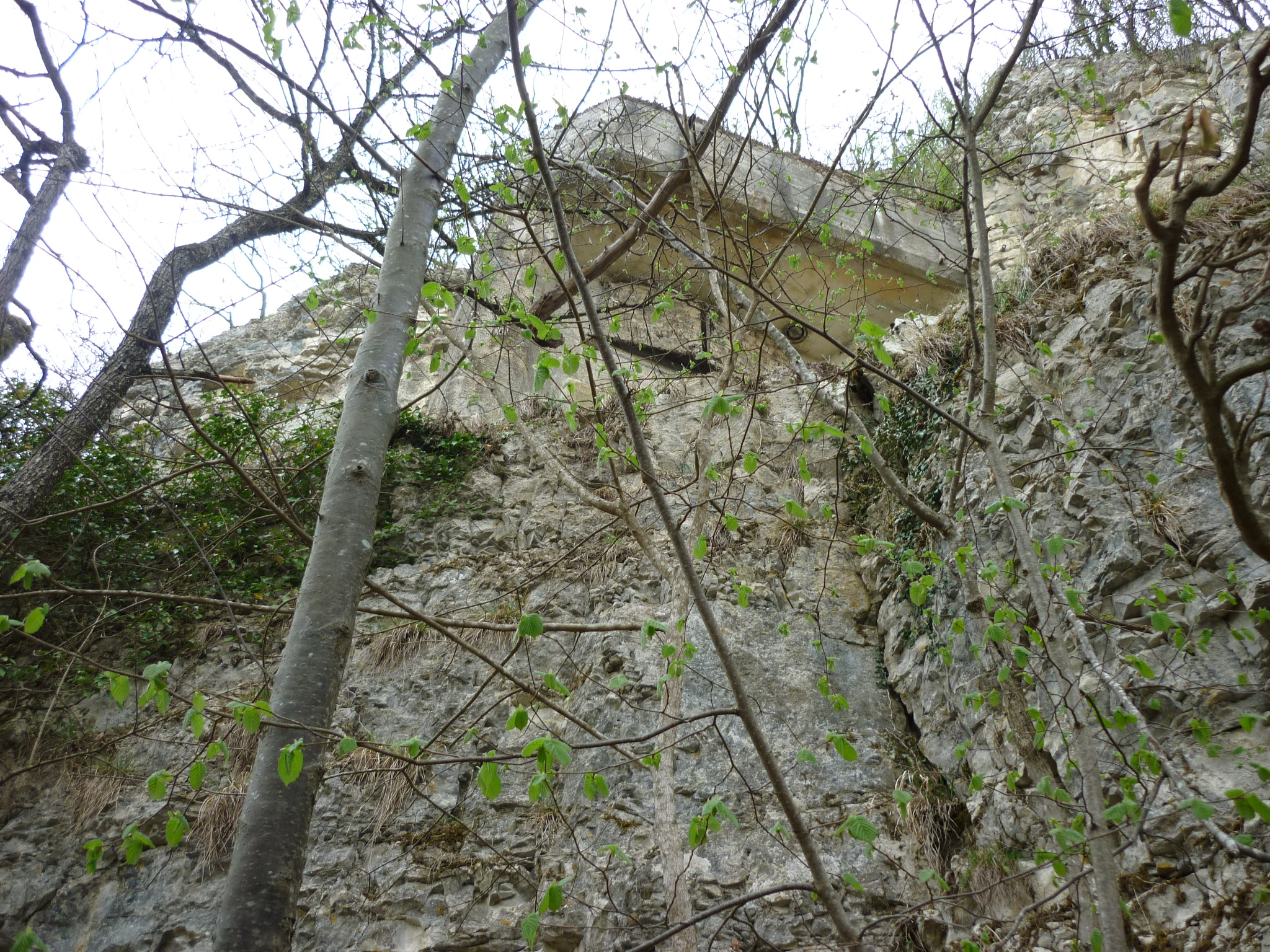
AW Besserstein: Festungskanone West mit Beobachterscharten
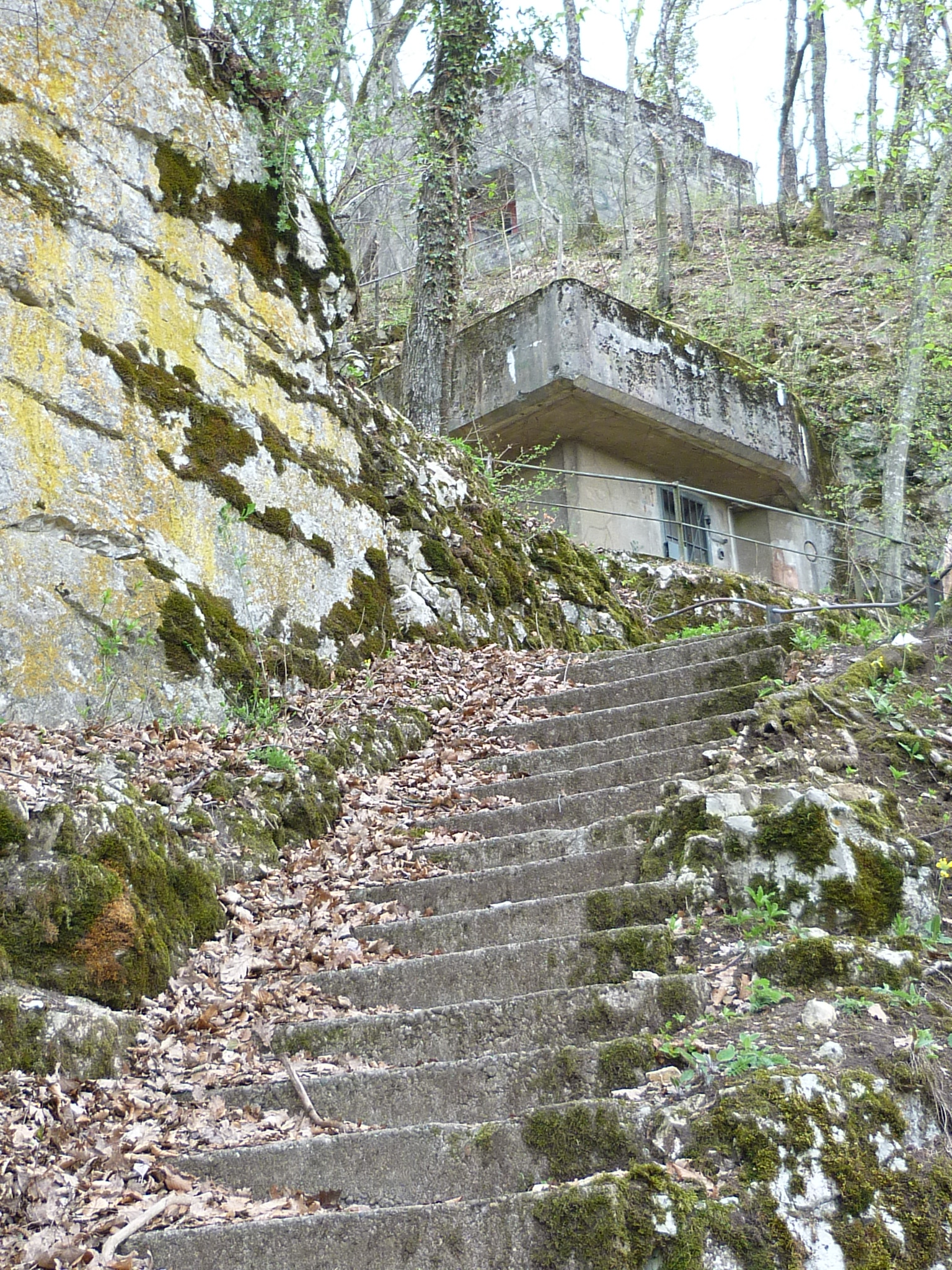
AW Besserstein: oberer Zugang und Aussenverteidigung Mitte A 3857
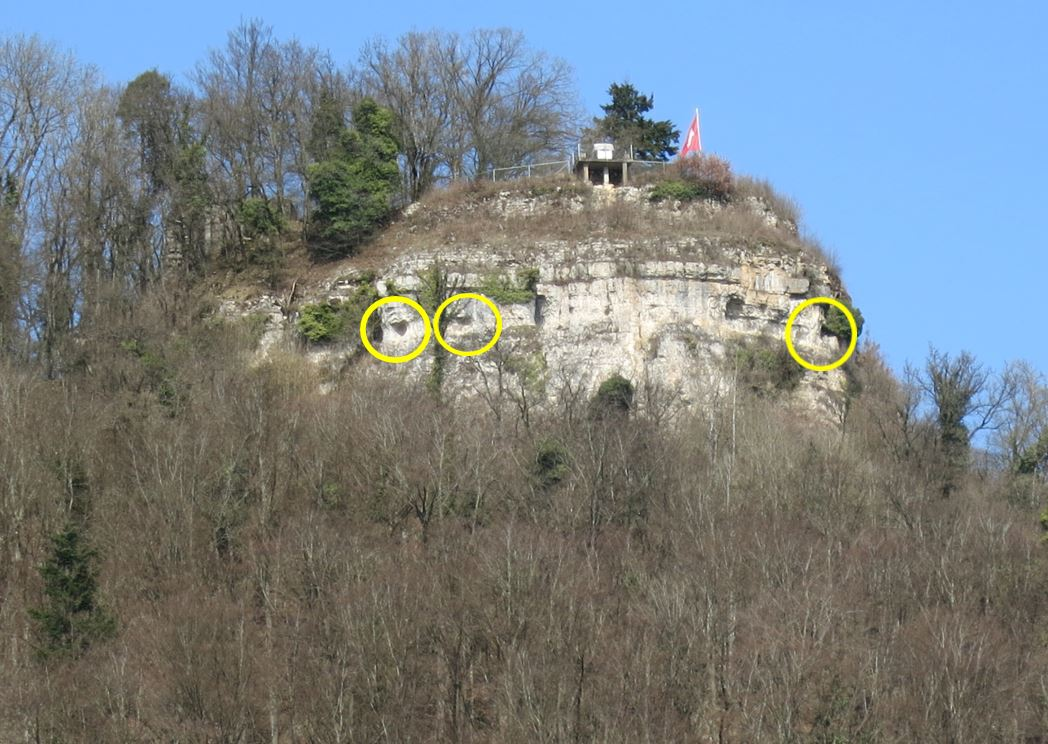
AW Besserstein: Scharten Festungskanone Ost und Beobachter Ost
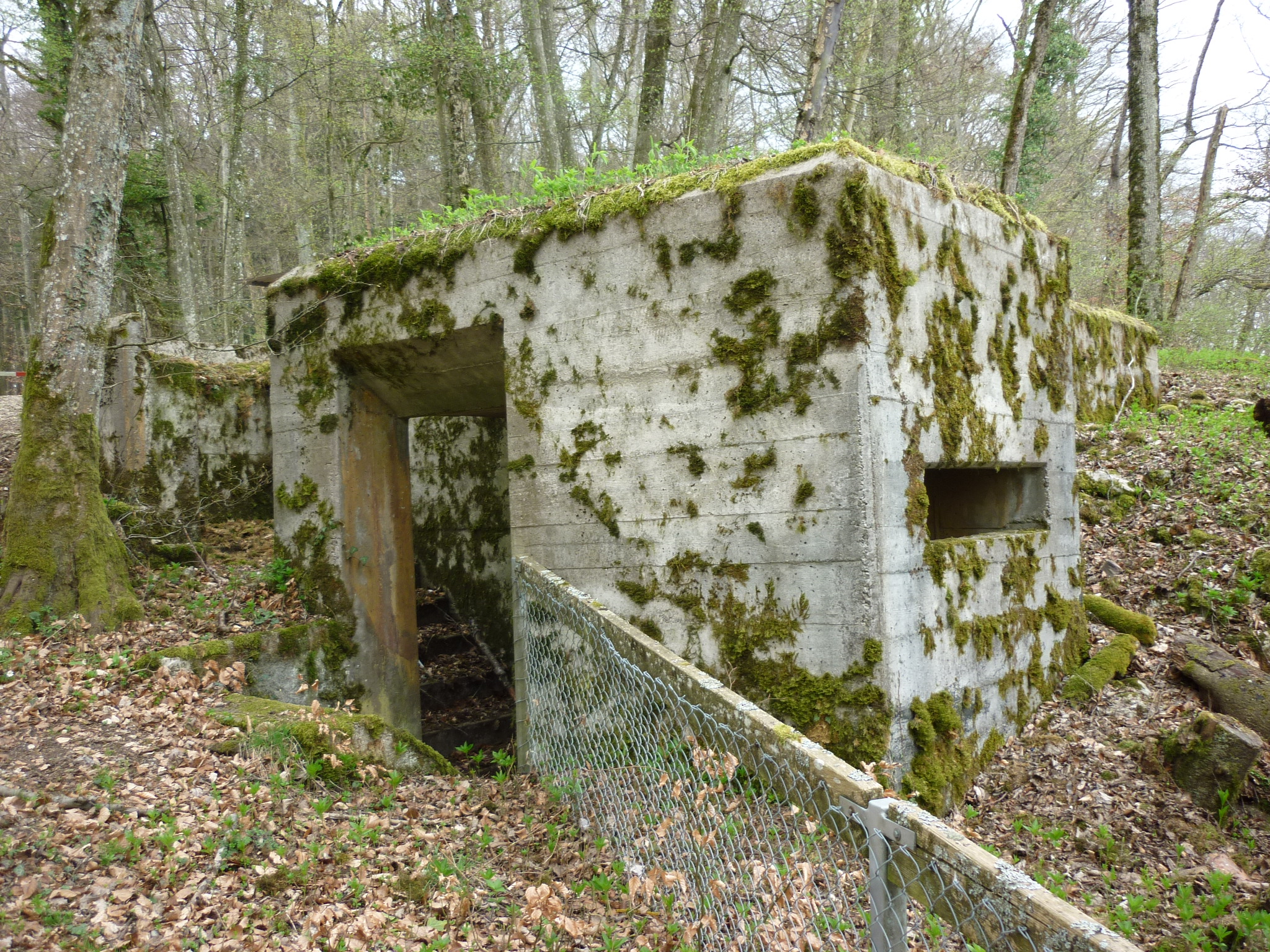
AW Besserstein: Aussenverteidigung Nord A 3859

## Artilleriewerk Geissberg
Das Artilleriewerk Geissberg (Armeebezeichnung A 3863) befindet sich am westlichen Ende des Geissbergplateaus auf dessen höchstem Punkt, auf rund 700 m ü. M. ⊙. Auf Grund seiner Lage im 200 Meter hohen Chamerfels wurde es auch als Artilleriewerk «Chameren» bezeichnet. Die zum Bürersteig gerichteten Scharten waren teilweise als Felsimitationen getarnt. Es war mit zwei 7,5 cm Bunkerkanonen auf Ständer- und Hebellafette, einem Maschinengewehr auf Feldlafette bewaffnet. In den 1970er Jahren wurde das Werk desarmiert. Die Feuerkraft vom Artilleriewerk Geissberg wurde durch ein neu errichteter Monoblock mit einem 12 cm Festungsminenwerfer 1959 (A 3899) kompensiert.
- Artilleriewerk Geissberg A 3863: Bunkerkanonen, Mg ⊙ ⊙
- Minenwerfer-Beobachter und -Unterstand Geissberg A 3860 ⊙
- Unterstand «Buchenhalde» A 3862 («Zürcherstube») und einen Atomschutzunterstand (ASU)
- Beobachtungsstand mit Leichtmaschinengewehr A 3864
- Sanitätshilfsstelle «Lochgraben» Remigen A 3865 ⊙

Hilfsbauten:
- Wasserversorgung Cholrüti für die beiden Werke Geissberg und Besserstein ⊙

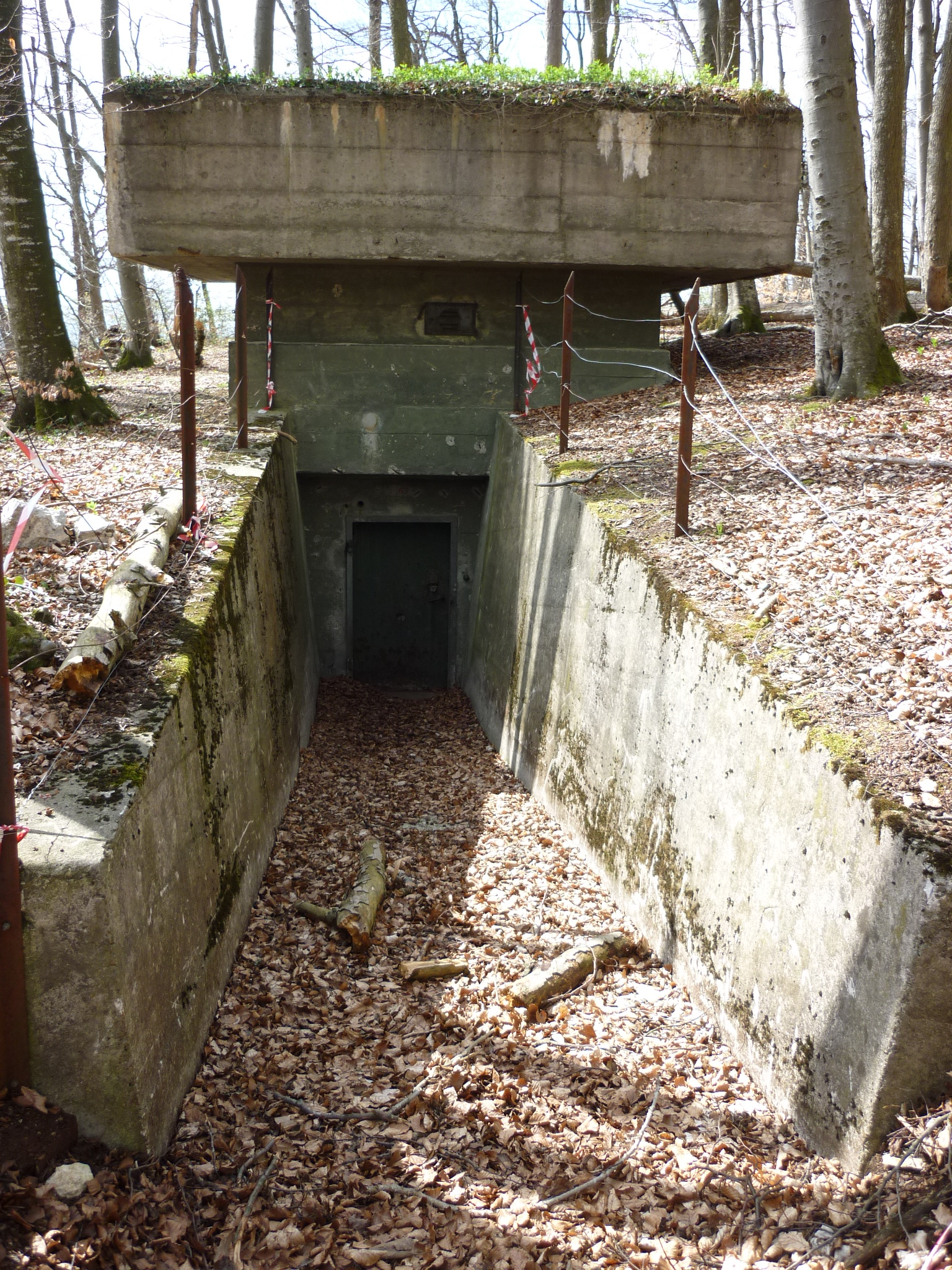
AW Geissberg
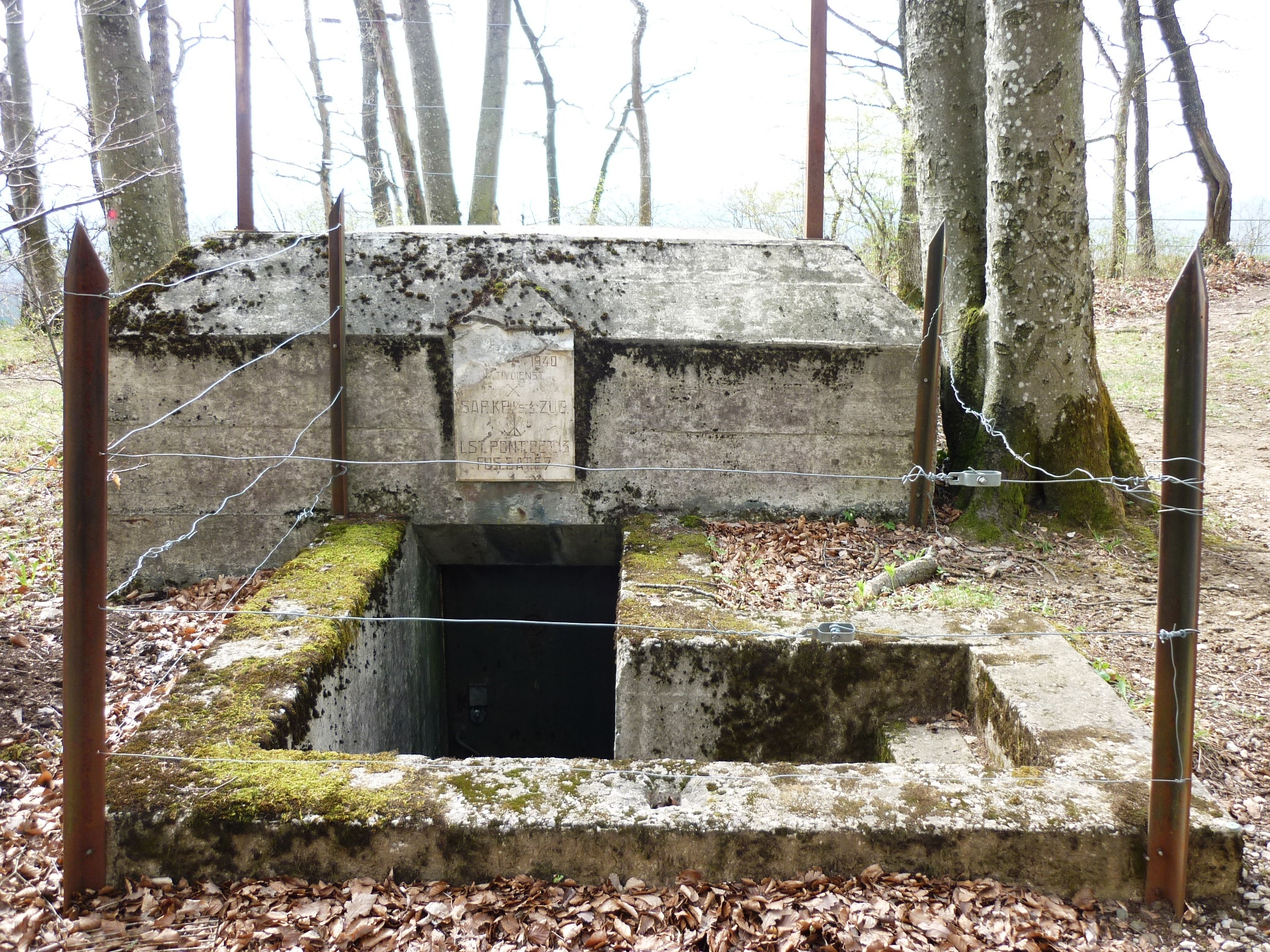
AW Geissberg Eingang
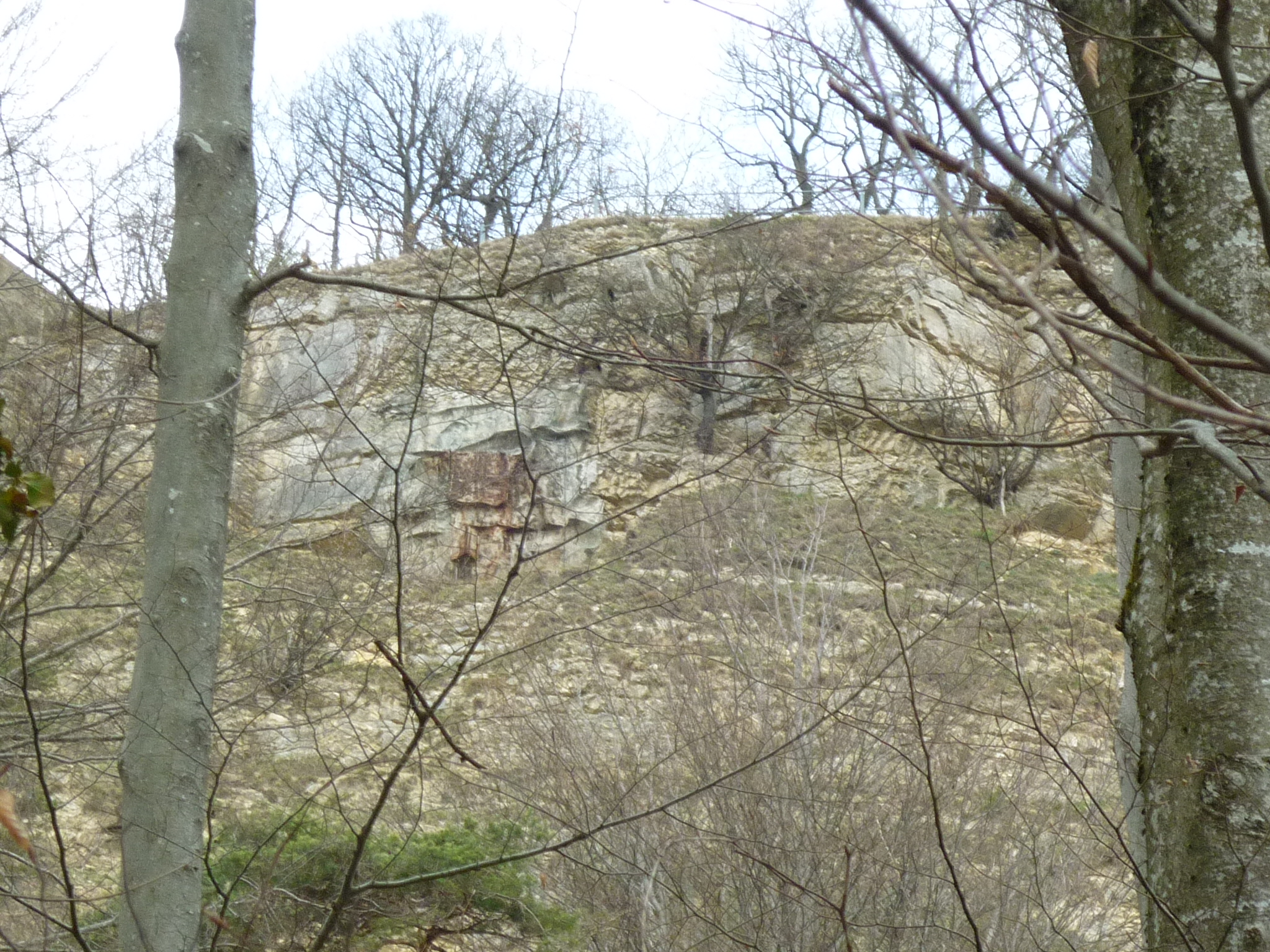
Chamerenscharte
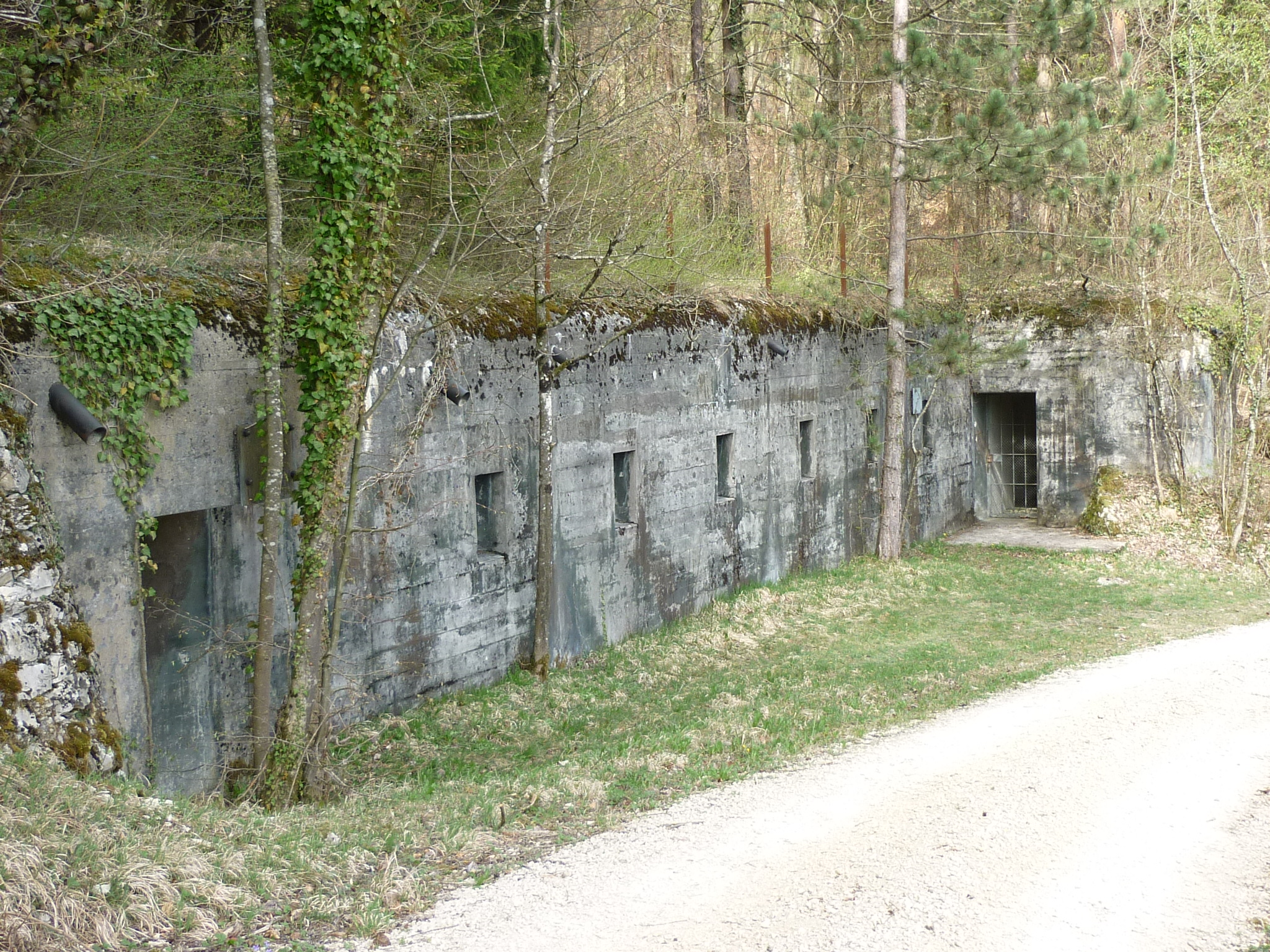
Sanitätshilfsstelle «Lochgraben» A 3865

## Artilleriebunker Villiger-Buck
Beim «Villiger Buck» befinden sich ein Artillerie- und ein Infanteriebunker (Armeebezeichnung Villiger-Buck A 3846), die unterirdisch zu einem Werk verbunden sind, sowie der Artilleriebeobachtungsbunker «Schwobeblick» A 3847. Die Bunker wurden 1939 durch die Zürcher Sappeurkompanie II/5 und die Mitrailleurkompanie IV/104 (ZH-Wappen auf dem Mg-Bunker), der Beobachtungsbunker 1940 erstellt. 
Die Bewaffnung bestand aus einer 7,5 cm Kanone 03/22 L30 auf Hebellafette und zwei Maschinengewehren auf Pivotsupport und diente primär zur Panzerabwehr im Direktschuss.
Der Artilleriebunker schützte die Sperrstelle Rein-Roost, die aus einem durchgehenden Geländepanzerhindernis bestand und vom Villiger-Buck durchs Villigerfeld bis an die Aare beim Artilleriewerk Rein führte.
- Artilleriebunker Villiger-Buck A 3846 ⊙
- Infanteriebunker Villiger-Buck A 3846 ⊙
- Artilleriebeobachtungsbunker «Schwobeblick» A 3847 ⊙
- IK-Schild Villiger Buck A xxxx ⊙

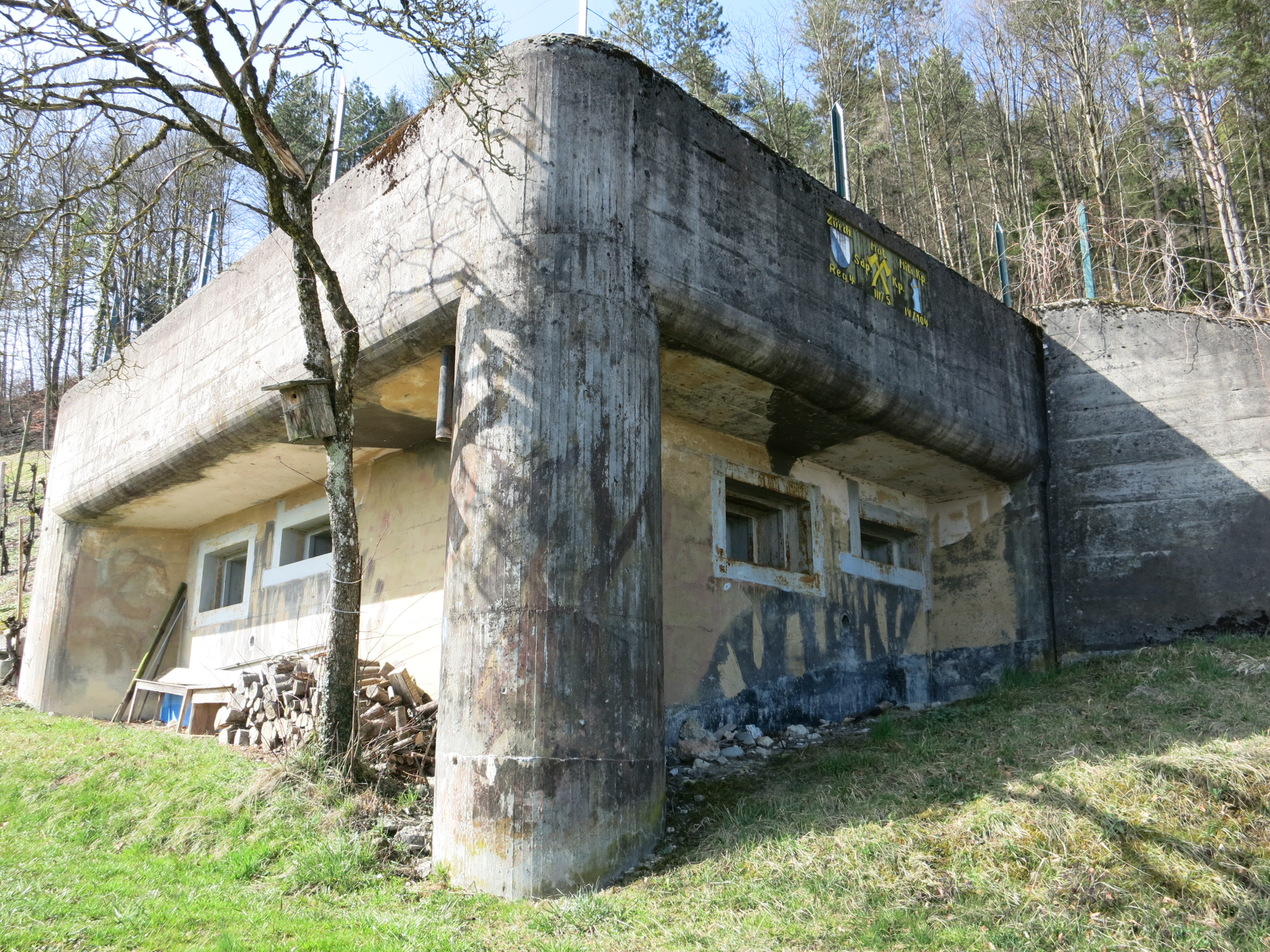
Infanteriewerk Villiger-Buck A 3846
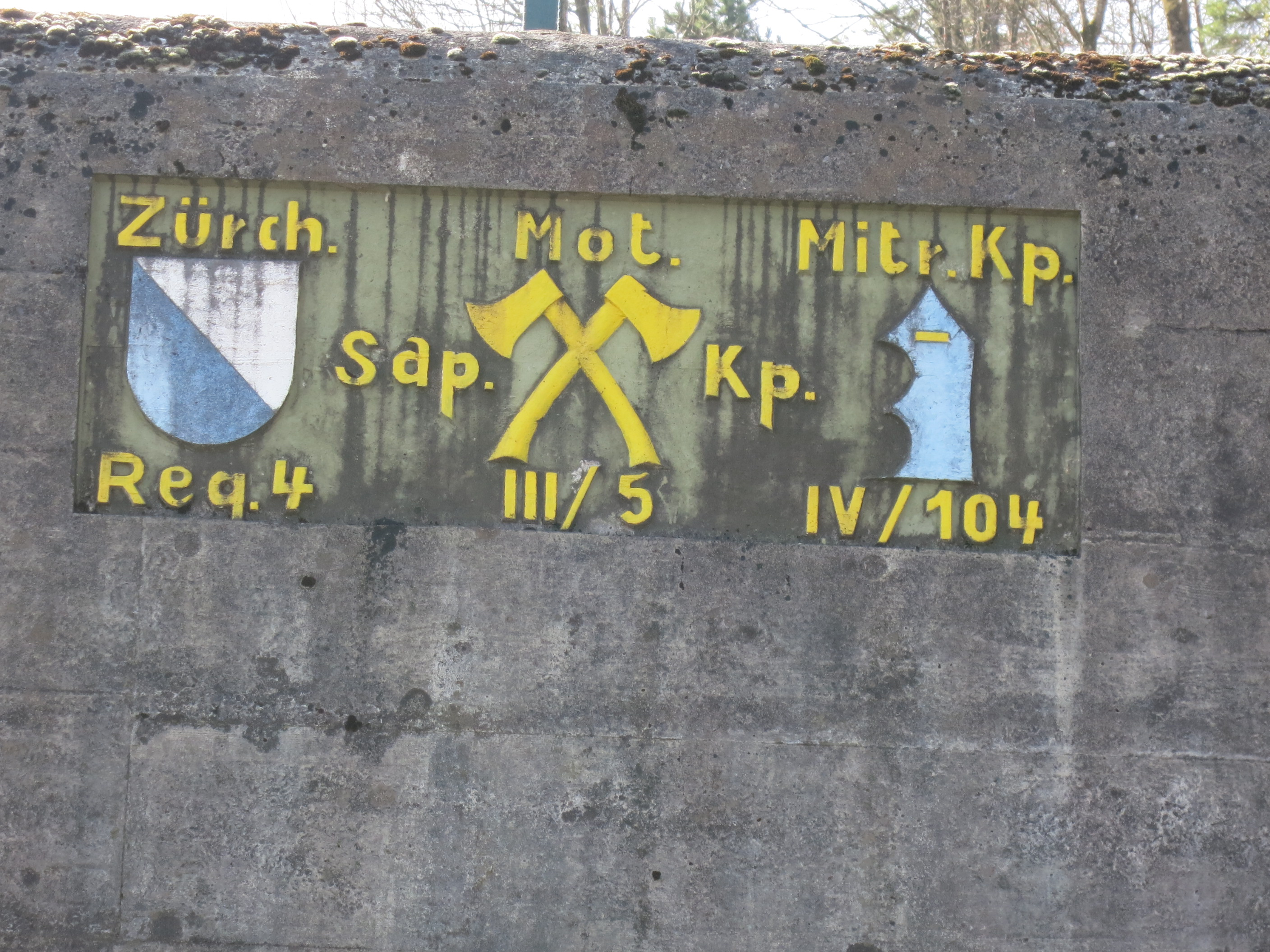
Zürcher Sappeurkompanie II/5 und Mitrailleurkompanie IV/104
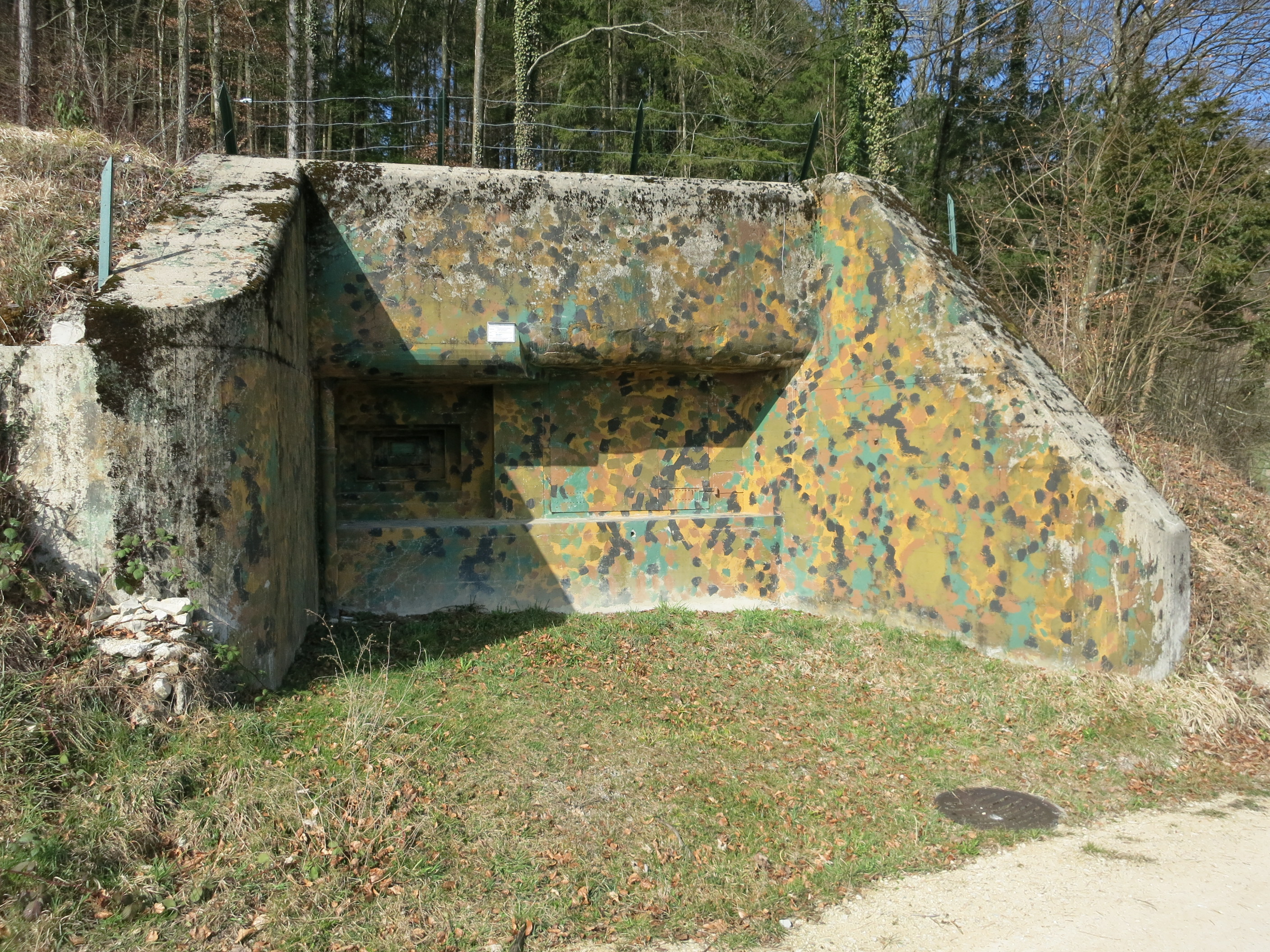
Artilleriewerk Villiger-Buck A 3846
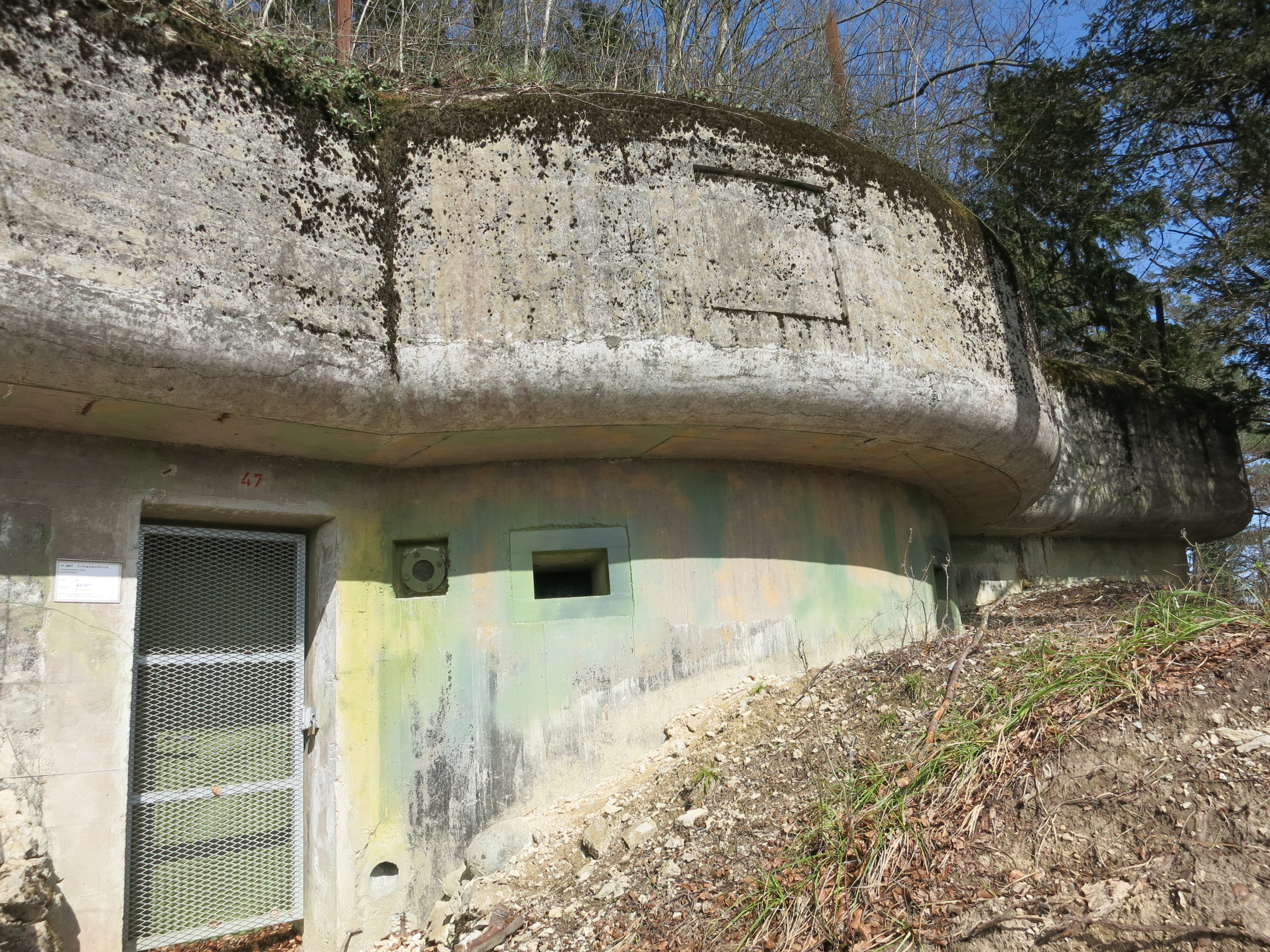
Beobachterwerk Villiger-Buck «Schwobeblick» A 3847

## Aktueller Zustand
Durch die Initiativen des Vereins Festungsmuseum Reuenthal und der Gemeinde Villigen wurden die von der Schweizer Armee nicht mehr benötigten Befestigungsbauten erworben, um sie zu erhalten und der Öffentlichkeit zugänglich zu machen.